# Cercamiento

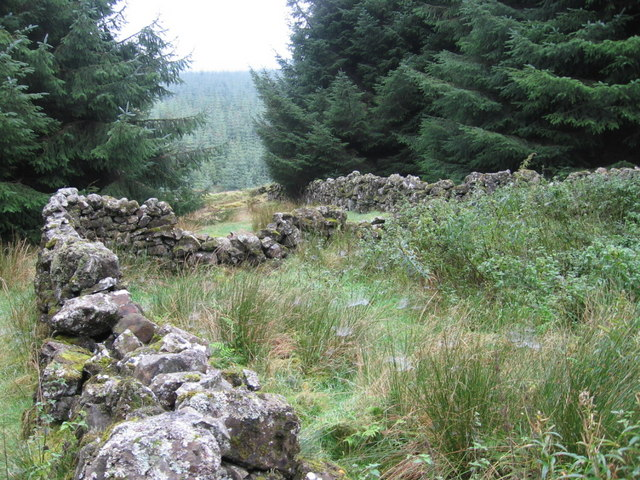
Cercamiento antiguo en el bosque.

El término cercamiento (enclosure o inclosure en inglés) se refiere al proceso de división o consolidación de campos comunales, praderas, pastos y otras tierras de cultivo en Inglaterra y se expandió al resto de Europa Occidental, convirtiéndose en parcelas agrícolas cuidadosamente delineadas y de propiedad y administración individual; desde el siglo XIII hasta tiempos modernos. 
Antes del cercamiento, gran parte de las tierras de cultivo existían en forma de numerosas franjas dispersas bajo el control de cultivadores individuales sólo durante la temporada de crecimiento y hasta que se terminaba la cosecha de un año determinado. Una vez encerradas, el uso de la tierra se restringió y sólo estaba disponible para el propietario, dejó de ser tierra común para uso comunal, y fue el proceso que puso fin al sistema de cultivo en campos abiertos (open field system) en Inglaterra y Gales; este consistía en tres elementos: explotaciones campesinas individuales en forma de franjas dispersas entre diferentes campos, rotación de cultivos y pastoreo común.
El cercamiento favoreció el paso del feudalismo al capitalismo, y más reciente, las privatizaciones. Este establece una lógica de construcción de lo social y de lo colectivo enmarcados en los principios de mercado, que finalmente favorecen los procesos de acumulación y crecimiento económico.
El proceso de cercamiento creó una clase trabajadora sin tierras que proporcionaba la mano de obra necesaria para las nuevas industrias que se desarrollaban en el norte de Inglaterra. E. P. Thompson argumenta que dicho proceso supuso un caso claro de robo de clase. Al aumentar el rendimiento de los cultivos, así como la productividad de la mano de obra se generó un excedente de mano de obra, lo cual se relaciona a la Revolución Industrial.
Por otro lado, algunos también afirman que este proceso contribuyó a mitigar la perpetua pobreza de la agricultura de subsistencia. Armstrong señala que el encierro tuvo diversos impactos en los niveles de alivio de la pobreza en los condados occidentales y orientales, y que otros acontecimientos de este periodo como la disminución de los salarios agrícolas y emigración a las zonas urbanas, tuvieron más relación con el crecimiento general de la población rural en su lugar.

## Historia
En Inglaterra, el movimiento en favor del cercado comenzó con el fin de aumentar la cantidad de pastos a tiempo completo disponibles para los señores en el siglo XII y se desarrolló entre 1450 y 1640. 
En Inglaterra, las luchas contra el cercamiento de los campos comenzaron a finales del siglo XV y continuaron durante los siglos XVI y XVII, cuando el derribo de los setos que formaban los cercos se convirtió «en la forma más importante de protesta social» y en el símbolo del conflicto de clases (Manning, 1988: 311). Los motines contra los cercos se transformaban frecuentemente en levantamientos masivos. El más notorio fue la rebelión de Kett, llamada así por su líder, Robert Kett, que tuvo lugar en Norfolk en 1549. No se trató de una pequeña escaramuza. En su apogeo, los rebeldes eran 16.000, contaban con artillería, derrotaron a un ejército del gobierno de 12.000 hombres e incluso tomaron Norwich, que en ese momento era la segunda ciudad más grande de Inglaterra.
Posteriormente, en el período que va de 1750 a 1860, se produjeron más cercamientos, buscando conseguir una mayor eficiencia agrícola. A finales del siglo XIX, quedó prácticamente concluido el proceso de cercado de las tierras comunes en Inglaterra. Mientras que en el resto de Europa, el cercamiento no tuvo lugar hasta el siglo XIX.
En la segunda mitad del siglo XVIII el gobierno del Reino de Prusia comenzó a emitir decretos para fomentar el cercado, avanzando lentamente hasta después de 1850. En Francia y Dinamarca se fomentó la misma política por decreto, a partir de la segunda mitad del siglo XVIII. En Rusia, se dio después de la emancipación de los siervos (1861) y en Checoslovaquia y Polonia después de la Primera Guerra Mundial.

### Encerramiento por ley
En sus inicios, los cercamientos de tierra se realizaban mediante acuerdos informales. En el siglo XVII, se desarrolló la práctica de obtener la autorización por una ley del Parlamento. Los propietarios de tierras llevaban a cabo estas prácticas con la esperanza de maximizar el alquiler de sus propiedades. A partir de la década de 1750, el encierro por ley parlamentaria se convirtió en la norma. Entre 1604 y 1914, el Parlamento promulgó más de 5.200 proyectos de ley de cercado relativos a poco más de una quinta parte de la superficie total de Inglaterra, que ascendía a unos 6,8 millones de acres.
Esta ley causó que todos los granjeros tuvieran que pagar para hacerse dueños y también pagar para poderlas usar. Prácticamente todos las perdieron, pero en cambio se les dio un trabajo provisional aunque dejándolos prácticamente sin hogar.
Las actas de cercamiento (enclosure acts) obligaron a la privatización de las explotaciones, al estar cercadas se mecanizaron porque ahora era rentable su modernización pues como consecuencia del crecimiento demográfico la demanda de alimento había aumentado. Perjudicaron principalmente a los campesinos, que no podían ya usar los beneficios de los terrenos, en favor de los grandes propietarios o terratenientes . Las leyes inglesas de cerramiento se dictaron sobre todo entre 1760 y 1840. A finales del siglo XVIII, este sistema había llevado a la concentración de la propiedad de las tierras en manos de la aristocracia inglesa y, por otro lado, había creado una masa de trabajadores desocupados, la mano de obra de bajo coste que será entonces empleada en el nuevo ciclo industrial.
Tal sistema fue necesario por el continuo aumento de la demanda de bienes agrícolas a los cuales el viejo sistema agrícola no podía hacer frente. En cuanto los terrenos, eran cultivados por campesinos que se ocupaban del mismo campo solo por un año, y que por lo tanto no sentían motivación para mejorar las condiciones del terreno. Con el cercamiento, los grandes latifundistas pudieron introducir modificaciones cuantitativas y cualitativas en la agricultura inglesa, mejorándola. El cerramiento se acompañó generalmente de la utilización de nuevas técnicas, de nuevos cultivos, de nuevas rotaciones.
La realización de un cercamiento pasaba por etapas sucesivas:
1. La apropiación por los propietarios de espacios previamente dedicados al uso colectivo.
2. La sustitución del antiguo sistema abierto por campos cerrados.
3. Establecimiento de vastos dominios, alquilados a campesinos empobrecidos sin medios financieros.

A partir del cercamiento, el uso colectivo de la tierra fue sustituido por la propiedad individual y la ocupación aislada. En los siglos XV y XVI se utilizaron distintas formas para abolir el uso colectivo de la tierra. También se cercaron grandes extensiones de tierra para crear reservas de venados, mientras que aldeas enteras eran derribadas para cubrirlas de pasto. Aunque los cercamientos continuaron hasta el siglo XVIII (Nelson, 1993), incluso antes de la Reforma más de dos mil comunidades rurales fueron destruidas de esta manera. La extinción de los pueblos rurales fue tan severa que la Corona ordenó una investigación en 1518 y otra en 1548. Pero a pesar del nombramiento de comisiones reales, poco se hizo para detener esta tendencia. Las vías legales eran: 
a) la compra por una persona de todas las parcelas bajo alquiler y sus derechos accesorios; 
b) la emisión por parte del Rey de una licencia especial para cercar, o la aprobación de una ley de cercamiento por el Parlamento; 
c) un acuerdo entre el terrateniente y los inquilinos, incorporado en un decreto de la Chancery [Corte especializada en asuntos civiles. 
d) los cercamientos de baldíos por parte de los lores, bajo las disposiciones de los Estatutos de Merton (1235) y Westminster (1285). 
Estos métodos legales escondían frecuentemente el uso de la fuerza, el fraude y la intimidación contra los inquilinos. Hubo un acoso prolongado a los inquilinos, combinado con amenazas de desalojo apenas se presenta una oportunidad legal» y la violencia física se usaron para causar desalojos en masa en particular durante los años de desorden entre 1450 y 1485, es decir, la Guerra de las Dos Rosas. En Utopía, Tomás Moro expresó la angustia y la desolación que producían estas expulsiones en masa cuando habló de ciertas ovejas, que eran tan glotonas y salvajes que «se comen y tragan a los propios hombres»: «ovejas que consumen y destruyen y devoran campos enteros, casas y ciudades».

## Disturbios sociales
Después de la peste negra, entre los siglos XIV y XVII, los terratenientes empezaron a reconvertir las tierras de cultivo en ovejas, con el apoyo legal del Estatuto de Merton de 1235. Los pueblos se despoblaron. El campesinado respondió con una serie de revueltas. En la Revuelta de los campesinos de 1381, el cercamiento fue una de las cuestiones secundarias. Sin embargo, en la Rebelión de Jack Cade de 1450 los derechos sobre la tierra fueron una reivindicación destacada y en la Rebelión de Kett de 1549 el cercamiento era un tema principal, como lo fue en las revueltas de Captain Pouch de 1604-1607, cuando aparecieron los términos "leveller" y "digger", para referirse a quienes nivelaban las zanjas y vallas levantadas por los cercadores.
D.C. Coleman indica que "surgieron muchos problemas por la pérdida de los derechos comunes", con resentimiento y penurias procedentes de diversos canales, incluyendo la "pérdida de los antiguos derechos en los bosques para cortar madera y criar cerdos".
Las protestas contra el cercamiento no se limitaron al campo. A finales del siglo XV y principios del XVI también se produjeron disturbios en pueblos y ciudades de toda Inglaterra. Los disturbios urbanos se distribuyeron por todo el país, desde York, en el norte, hasta Southampton, en el sur, y Gloucester, en el oeste, hasta Colchester, en el este. Los alborotadores urbanos no eran necesariamente trabajadores agrícolas, sino que consistían en trabajadores artesanales como carniceros, zapateros,
fontaneros, pañeros, molineros, tejedores, guanteros, tundidores, barberos, taponeros, curtidores y vidrieros.

#### Rebelión de Midland
En mayo y junio de 1607 los pueblos de Cotesbach (Leicestershire); Ladbroke, Hillmorton y Chilvers Coton (Warwickshire); y Haselbech, Rushton y Pytchley (Northamptonshire) fueron testigos de protestas contra los cercamientos y la despoblación. Los disturbios que se produjeron se conocieron como la Revuelta de Midland y obtuvieron un considerable apoyo popular de la población local. Estaba liderada por John Reynolds, también conocido como "Capitán Pouch", que se creía que era un vendedor ambulante o calderero, y se decía que era originario de Desborough, Northamptonshire. Dijo a los manifestantes que tenía autoridad del Rey y del Señor de los Cielos para destruir cercados y prometió proteger a los manifestantes con el contenido de su bolsa, que llevaba a su lado y que, según dijo, les protegería de todo mal (tras ser capturado, se abrió su bolsa; lo único que había en ella era un trozo de queso mohoso). Se impuso un toque de queda en la ciudad de Leicester, ya que se temía que los ciudadanos salieran de la ciudad para unirse a los disturbios. Se erigió una horca en Leicester como advertencia, que fue derribada por los ciudadanos.

#### Rebelión de Newton: 8 de junio de 1607
La Rebelión de Newton fue una de las últimas veces que los plebeyos no mineros de Inglaterra y la alta burguesía estuvieron en conflicto armado abierto. Las cosas habían llegado a un punto crítico a principios de junio. [Jacobo I de Inglaterra emitió una proclama y ordenó a sus lugartenientes en Northamptonshire sofocar los disturbios. Se tiene constancia de que mujeres y niños formaban parte de la protesta. Más de mil personas se habían reunido en Newton, cerca de Kettering, derribando setos y llenando zanjas, para protestar contra los cercados de Thomas Tresham.
Los Tresham eran impopulares por su voracidad cercando tierras: la familia de Newton y sus primos católicos romanos más conocidos de la cercana Rushton, la familia de Francis Tresham, que se había visto implicada dos años antes en la Conspiración de la pólvora y que, según se anunciaba, había muerto en la Tower de Londres. Sir Thomas Tresham de Rushton fue vilipendiado como "el hombre más odioso" de Northamptonshire. La antigua familia de la alta burguesía católica romana de los Tresham había discutido durante mucho tiempo con la emergente familia de la alta burguesía puritana, los Montagus de Boughton, sobre el territorio. Ahora Tresham de Newton estaba cercando la tierra común - The Brand Common - que había sido parte del bosque de Rockingham.
Edward Montagu, uno de los lugartenientes adjuntos, se había opuesto al cercamiento en el Parlamento algunos años antes, pero ahora el rey lo colocó en la posición de defender efectivamente a los Tresham. Las bandas armadas y la milicia locales rechazaron la convocatoria, por lo que los terratenientes se vieron obligados a utilizar sus propios sirvientes para reprimir a los alborotadores el 8 de junio de 1607. La proclamación real del rey James se leyó dos veces. Los alborotadores continuaron con sus acciones, aunque en la segunda lectura algunos huyeron. La nobleza y sus fuerzas cargaron. Se produjo una batalla campal en la que murieron entre 40 y 50 personas; los cabecillas fueron ahorcados y descuartizados. Una piedra conmemorativa mucho posterior a los asesinados se encuentra en la antigua iglesia de St Faith, Newton, Northamptonshire.

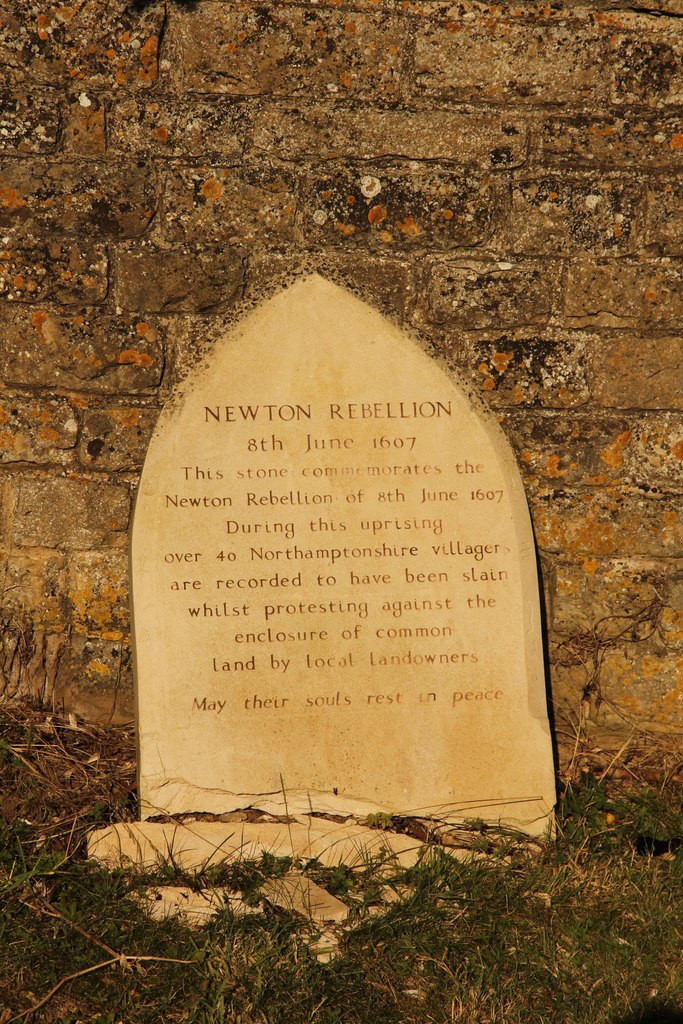
Piedra conmemorativa que conmemora a los muertos en la rebelión de Newton en la antigua iglesia de St Faith (Santa Fe).

REBELIÓN DE NEWTON

8 de junio de 1607

Esta piedra conmemora el

Rebelión de Newton del 8 de junio de 1607

Durante este levantamiento

más de 40 aldeanos de Northamptonshire

están registrados como asesinados

mientras protestaba contra el cercamiento de zonas comunes

tierra por propietarios locales

Que sus almas descansen en paz.

(Inscripción en la piedra conmemorativa de St Faiths'.) Calder, 2009
La familia Tresham decayó poco después de 1607. La familia Montagu pasó por matrimonio a convertirse en el Duques de Buccleuch, ampliando sustancialmente la riqueza de la rama superior.

#### Levantamiento del Oeste 1630-32 y cercado de bosques
Aunque los bosques reales no eran técnicamente bienes comunes, se utilizaban como tales al menos desde el siglo XVI. En la década de 1600, cuando los reyes Estuardo examinaron sus propiedades en busca de nuevos ingresos, se hizo necesario ofrecer una compensación al menos a algunos de los que utilizaban las tierras como comunales cuando los bosques fueron divididos y cercados. La mayor parte de la desforestación tuvo lugar entre 1629 y 1640, durante el Gobierno Personal de Carlos I de Inglaterra. La mayoría de los beneficiarios fueron cortesanos reales, que pagaron grandes sumas para cercar y subarrendar los bosques. A los desposeídos de las tierras comunales, especialmente los aldeanos recientes y los que estaban fuera de las tierras arrendadas pertenecientes a los señoríos, se les concedió poca o ninguna compensación, y se amotinaron en respuesta.

## Tipos
Estos surgen de procesos de mercantilización, pero también como reacción a las luchas contra esta misma y por la recuperación de los bienes comunes, mediante estrategias que se denominan, por ejemplo, de "privatización", o estrategias de clase que hacen retroceder los cercamientos mediante prácticas que producen bienes comunes y comunidades.
| Tipos               | Modos |
| ------------------- | --- |
| Tierra y recursos   | Políticas de tierra: a través de la expropiación (i.e. Ejido en México) o medios indirectos (i.e. uso del dinero de los impuestos) Externalidades: Contaminación de tierras (i.e. Tierra de Ogoni en Nigeria y producción intensa de camarones). En contra de la reapropiación: (i.e. MST en Brasil) Privatización del agua: (i.e. Bolivia) Guerra neoliberal |
| Espacios urbanos    | Diseño urbano Construcción de vías y caminos |
| Comunes sociales    | Recorte de gasto social Recortes en los derechos |
| Conocimiento y vida | Derechos de propiedad intelectual Mercantilización de la educación |

(*)Traducción propia de tabla en página 146 de: De Angelis, Massimo (2007)

## Nuevos modos de producción
Las dinámicas de cercamiento y mercantilización han llegado también al ámbito cultural y del conocimiento, especialmente en el medio digital, con la apropiación de recursos mediante estrategias como el copyright y los derechos de autor. Estas dinámicas impiden a los usuarios acceder y usar ciertos recursos, y como tal suponen un obstáculo a la producción e innovación cultural; paradójicamente, estas mismas dinámicas que el mercado propicia son contraproducentes para el interés privado, ya que dificultan la creación de nuevo contenido. Algunos movimientos reivindican la defensa de los bienes comunes en estas áreas, con la introducción de licencias como copyleft, que permiten a los usuarios utilizar, modificar y distribuir los recursos establecidos. En estos ámbitos se ven pues reflejadas las dinámicas de cercamiento de bienes comunes y los contramovimientos que luchan por su defensa y creación.